# بطمنك (ألبوم)
بطمنك هو اسم الألبوم الأول للفنانة شيرين بعد انفصالها من شركة فري ميوزك وتعاقدها من شركة روتانا و ثالث البوم رسمي لها كمجمل وصدر عام 2008 إذا استثنينا ألبومها المشترك مع الفنان تامر حسني

## أغاني الألبوم
- انا مش بتاعه الكلام ده ريمكس
- براجع نفسي
- مش عايزه غيرك أنت
- مش عايزه غيرك أنت ريمكس
- بطمنك
- بكلمة منك